# Olympische Sommerspiele 2024/Teilnehmer (Gabun)
| Gelbes Symbol für Goldmedaillen mit stilisierten Olympischen Ringen | Graues Symbol für Silbermedaillen mit stilisierten Olympischen Ringen | Braundes Symbol für Bronzemedaillen mit stilisierten Olympischen Ringen |
| ------------------------------------------------------------------- | --------------------------------------------------------------------- | ----------------------------------------------------------------------- |
| —                                                                   | —                                                                     | —                                                                       |

Gabun nahm an den Olympischen Spielen 2024 vom 26. Juli bis zum 11. August 2024 in Paris mit 5 Athleten (2 Männer, 3 Frauen) teil. Es war die insgesamt zwölfte Teilnahme an Olympischen Sommerspielen.

## Teilnehmer nach Sportarten

### Judo
Über die IJF-Weltrangliste konnte sich eine gabunische Judoka im Superleichtgewicht der Frauen qualifizieren.
| Athleten        | Wettbewerb       | 1. Runde   | 1. Runde | 2. Runde | 2. Runde | Achtelfinale  | Achtelfinale  | Viertelfinale | Viertelfinale | Halbfinale / Trostrunde | Halbfinale / Trostrunde | Finale / Platz 3 | Finale / Platz 3 | Rang |
| Athleten        | Wettbewerb       | Gegner     | Ergebnis | Gegner   | Ergebnis | Gegner        | Ergebnis      | Gegner        | Ergebnis      | Gegner                  | Ergebnis                | Gegner           | Ergebnis         | Rang |
| --------------- | ---------------- | ---------- | -------- | -------- | -------- | ------------- | ------------- | ------------- | ------------- | ----------------------- | ----------------------- | ---------------- | ---------------- | ---- |
| Frauen          |                  |            |          |          |          |               |               |               |               |                         |                         |                  |                  |      |
| Virginia Aymard | Klasse bis 48 kg | G. Narváez | 0s3:11   | —        | —        | ausgeschieden | ausgeschieden | ausgeschieden | ausgeschieden | ausgeschieden           | ausgeschieden           | ausgeschieden    | ausgeschieden    | 17   |

### Leichtathletik
Laufen und Gehen
| Athleten                        | Wettbewerb | Vorlauf | Vorlauf | Halbfinale    | Halbfinale    | Finale        | Finale        | Rang          |
| Athleten                        | Wettbewerb | Zeit    | Rang    | Zeit          | Rang          | Zeit          | Rang          | Rang          |
| ------------------------------- | ---------- | ------- | ------- | ------------- | ------------- | ------------- | ------------- | ------------- |
| Männer                          |            |         |         |               |               |               |               |               |
| Wissy Frank Hoye Yenda Moukoula | 100 m      | 10,59 s | 3       | ausgeschieden | ausgeschieden | ausgeschieden | ausgeschieden | ausgeschieden |

### Schwimmen
| Athleten      | Wettbewerb    | Vorlauf | Vorlauf | Halbfinale    | Halbfinale    | Finale        | Finale        | Rang |
| Athleten      | Wettbewerb    | Zeit    | Rang    | Zeit          | Rang          | Zeit          | Rang          | Rang |
| ------------- | ------------- | ------- | ------- | ------------- | ------------- | ------------- | ------------- | ---- |
| Frauen        |               |         |         |               |               |               |               |      |
| Noélie Lacour | 50 m Freistil | 27,68 s | 46      | ausgeschieden | ausgeschieden | ausgeschieden | ausgeschieden | 46   |
| Männer        |               |         |         |               |               |               |               |      |
| Adam Mpali    | 50 m Freistil | 28,47 s | 68      | ausgeschieden | ausgeschieden | ausgeschieden | ausgeschieden | 68   |

### Taekwondo
Über das afrikanische Qualifikationsturnier in Dakar qualifizierte sich Emmanuella Atora im Federgewicht der Frauen.
| Athleten         | Wettbewerb       | Achtelfinale | Achtelfinale | Viertelfinale | Viertelfinale | Hoffnungsrunde Halbfinale | Hoffnungsrunde Halbfinale | Halbfinale    | Halbfinale    | Hoffnungsrunde Finale | Hoffnungsrunde Finale | Finale        | Finale        | Rang |
| Athleten         | Wettbewerb       | Gegner       | Ergebnis     | Gegner        | Ergebnis      | Gegner                    | Ergebnis                  | Gegner        | Ergebnis      | Gegner                | Ergebnis              | Gegner        | Ergebnis      | Rang |
| ---------------- | ---------------- | ------------ | ------------ | ------------- | ------------- | ------------------------- | ------------------------- | ------------- | ------------- | --------------------- | --------------------- | ------------- | ------------- | ---- |
| Frauen           |                  |              |              |               |               |                           |                           |               |               |                       |                       |               |               |      |
| Emmanuella Atora | Klasse bis 57 kg | Luo Z.       | 0:2          | ausgeschieden | ausgeschieden | ausgeschieden             | ausgeschieden             | ausgeschieden | ausgeschieden | ausgeschieden         | ausgeschieden         | ausgeschieden | ausgeschieden | 11   |